# Sericochroa luculenta
Sericochroa luculenta är en fjärilsart som beskrevs av William Schaus 1911. Sericochroa luculenta ingår i släktet Sericochroa och familjen tandspinnare. Inga underarter finns listade i Catalogue of Life.